# Circoscrizione Campania 1
La circoscrizione Campania 1 è una circoscrizione elettorale italiana per l'elezione della Camera dei deputati.

## Storia e territorio
La circoscrizione venne istituita dalla legge Mattarella (legge 4 agosto 1993, n. 277) e sostituiva parte della precedente circoscrizione Napoli-Caserta (o collegio di Napoli) in vigore per tutte le elezioni politiche in Italia dal 1948 al 1992. Fu confermata nelle successive legge Calderoli (legge 21 dicembre 2005, n. 270) e legge Rosato (legge 3 novembre 2017, n. 165).
Il territorio della circoscrizione coincide con la città metropolitana di Napoli (fino al 2015 provincia di Napoli) in Campania.

## Dal 1993 al 2005

### Collegi uninominali
| Mappa | Collegio                    | Comuni |
| ----- | --------------------------- | --- |
|       | 1. Napoli - Ischia          | - Parte di Napoli: - S. Ferdinando - San Giuseppe - Montecalvario - Mercato - Pendino - Porto - Barano d'Ischia - Casamicciola Terme - Forio - Ischia - Lacco Ameno - Serrara Fontana     |
|       | 2. Napoli - Vomero          | Quartieri di Napoli: Chiaia; Vomero; Posillipo. |
|       | 3. Napoli - Fuorigrotta     | Quartieri di Napoli: Bagnoli; Fuorigrotta. |
|       | 4. Napoli - Pianura         | Quartieri di Napoli: Soccavo; Pianura; Chiaiano. |
|       | 5. Napoli - Arenella        | Quartieri di Napoli: Avvocata; Arenella. |
|       | 6. Napoli - San Lorenzo     | Quartieri di Napoli: Stella; Vicaria; San Lorenzo; Poggioreale. |
|       | 7. Napoli - San Carlo Arena | Quartieri di Napoli: San Carlo Arena; Miano; San Pietro. |
|       | 8. Napoli - Secondigliano   | Quartieri di Napoli: Piscinola; Secondigliano; Scampia. |
|       | 9. Napoli - Ponticelli      | Quartieri di Napoli: Zona Industriale; Ponticelli; Barra; S. Giovanni a Teduccio. |
|       | 10. Pozzuoli                | Bacoli, Monte di Procida, Pozzuoli, Procida |
|       | 11. Giugliano in Campania   | Giugliano in Campania, Quarto, Villaricca |
|       | 12. Marano di Napoli        | Calvizzano, Marano di Napoli, Melito di Napoli, Mugnano di Napoli, Qualiano |
|       | 13. Arzano                  | Arzano, Casandrino, Casavatore, Grumo Nevano, Sant'Antimo |
|       | 14. Casoria                 | Casoria, Frattamaggiore |
|       | 15. Afragola                | Afragola, Cardito, Casalnuovo di Napoli |
|       | 16. Acerra                  | Acerra, Brusciano, Caivano, Crispano, Frattaminore |
|       | 17. Pomigliano d'Arco       | Castello di Cisterna, Pomigliano d'Arco, Sant'Anastasia, Scisciano, Somma Vesuviana |
|       | 18. Nola                    | Camposano, Cicciano, Cimitile, Comiziano, Mariglianella, Marigliano, Nola, San Vitaliano, Saviano.                                                                                        |
|       | 19. San Giuseppe vesuviano  | Carbonara di Nola, Casamarciano, Liveri, Ottaviano, Palma Campania, Roccarainola, San Gennaro Vesuviano, San Giuseppe Vesuviano, San Paolo Bel Sito, Striano, Terzigno, Tufino, Visciano. |
|       | 20. Torre Annunziata        | Boscoreale, Boscotrecase, Poggiomarino, Torre Annunziata |
|       | 21. Castellammare di Stabia | Casola di Napoli, Castellammare di Stabia, Lettere, Pompei, Sant'Antonio Abate, Santa Maria La Carita'.                                                                                   |
|       | 22. Gragnano                | Agerola, Anacapri, Capri, Gragnano, Massa Lubrense, Meta, Piano di Sorrento, Pimonte, Sant'Agnello, Sorrento, Vico Equense                                                                |
|       | 23. Torre del Greco         | Torre del Greco, Trecase |
|       | 24. Portici                 | Ercolano, Portici |
|       | 25. San Giorgio a Cremano   | Cercola, Massa di Somma, Pollena Trocchia, San Giorgio a Cremano, San Sebastiano al Vesuvio, Volla                                                                                        |

### XII legislatura

#### Risultati elettorali
| Coalizioni                      | Liste                              | Proporzionale | Proporzionale | Proporzionale | Maggioritario | Maggioritario | Maggioritario |
| Coalizioni                      | Liste                              | Voti          | %             | Seggi         | Voti          | %             | Seggi         |
| ------------------------------- | ---------------------------------- | ------------- | ------------- | ------------- | ------------- | ------------- | ------------- |
| Polo del Buon Governo           | Forza Italia                       | 345 383       | 19,96         | 2             | 653 765       | 37,62         | 10            |
| Polo del Buon Governo           | Alleanza Nazionale                 | 329 923       | 19,06         | 2             | 653 765       | 37,62         | 10            |
| Progressisti                    | Partito Democratico della Sinistra | 401 948       | 23,22         | 2             | 693 174       | 39,89         | 15            |
| Progressisti                    | Rifondazione Comunista             | 142 427       | 8,23          | -             | 693 174       | 39,89         | 15            |
| Progressisti                    | Federazione dei Verdi              | 71 025        | 4,10          | -             | 693 174       | 39,89         | 15            |
| Progressisti                    | Partito Socialista Italiano        | 39 825        | 2,30          | -             | 693 174       | 39,89         | 15            |
| Progressisti                    | Alleanza Democratica               | 25 659        | 1,48          | -             | 693 174       | 39,89         | 15            |
| Progressisti                    | La Rete                            | 21 765        | 1,26          | -             | 693 174       | 39,89         | 15            |
| Patto per l'Italia              | Partito Popolare Italiano          | 115 474       | 6,67          | 1             | 213 661       | 12,30         |               |
| Patto per l'Italia              | Patto Segni                        | 90 051        | 5,20          | 1             | 213 661       | 12,30         |               |
| Lista Pannella - Riformatori    | Lista Pannella - Riformatori       | 67 897        | 3,92          | -             | 39 065        | 2,25          | -             |
| Programma Italia                | Programma Italia                   | 35 634        | 2,06          | -             | 33 647        | 1,94          | -             |
| Unione Cristiani e Riformisti   | Unione Cristiani e Riformisti      | 15 844        | 0,92          | -             | 52 136        | 3,00          | -             |
| Rinascita Socialista            | Rinascita Socialista               | 10 070        | 0,58          | -             | N.D.          | N.D.          | N.D.          |
| L'Arca                          | L'Arca                             | 7 638         | 0,44          | -             | 5 408         | 0,31          | -             |
| Alleanza Meridionale            | Alleanza Meridionale               | 7 596         | 0,44          | -             | N.D.          | N.D.          | N.D.          |
| Democrazia e Rinnovamento       | Democrazia e Rinnovamento          | 2 576         | 0,15          | -             | N.D.          | N.D.          | N.D.          |
| Unione Democratica              | Unione Democratica                 | N.D.          | N.D.          | N.D.          | 15 875        | 0,91          | -             |
| Unione Democratici Riformisti   | Unione Democratici Riformisti      | N.D.          | N.D.          | N.D.          | 14 487        | 0,83          | -             |
| Solidarietà Democratica         | Solidarietà Democratica            | N.D.          | N.D.          | N.D.          | 4 680         | 0,27          | -             |
| Alleanza Vesuviana              | Alleanza Vesuviana                 | N.D.          | N.D.          | N.D.          | 4 216         | 0,24          | -             |
| XX Ora                          | XX Ora                             | N.D.          | N.D.          | N.D.          | 2 556         | 0,15          | -             |
| Alleanza Popolare               | Alleanza Popolare                  | N.D.          | N.D.          | N.D.          | 2 482         | 0,14          | -             |
| Socialdemocrazia per le Libertà | Socialdemocrazia per le Libertà    | N.D.          | N.D.          | N.D.          | 1 397         | 0,08          | -             |
| Unione Mediterranea             | Unione Mediterranea                | N.D.          | N.D.          | N.D.          | 1 084         | 0,06          | -             |
| Totale                          | Totale                             | 1 730 735     |               | 8             | 1 737 633     |               | 25            |

#### Eletti

##### Parte proporzionale
| Partito Democratico della Sinistra      | Forza Italia                               | Alleanza Nazionale              | Partito Popolare Italiano | Patto Segni       |
| --------------------------------------- | ------------------------------------------ | ------------------------------- | ------------------------- | ----------------- |
|                                         |                                            |                                 |                           |                   |
| - Eugenio Jannelli - Franca Chiaromonte | - Marianna Li Calzi - Antonio Martusciello | - Emiddio Novi - Nicola Rivelli | - Rosa Russo Iervolino    | - Ernesto Stajano |

##### Parte maggioritaria
Eletti nel Polo del Buon Governo (FI - LN - CCD - UdC - PLD)
     Eletti nei Progressisti (PDS - PRC - FdV - PSI - Rete - AD)
| Collegio                | Deputato | Deputato                 | Partito |
| ----------------------- | -------- | ------------------------ | ------- |
| Napoli-Ischia           |          | Alessandra Mussolini     | AN      |
| Napoli-Vomero           |          | Antonio Rastrelli        | AN      |
| Napoli-Vomero           |          | Vincenzo Siniscalchi     | PDS     |
| Napoli-Fuorigrotta      |          | Giorgio Napolitano       | PDS     |
| Napoli-Pianura          |          | Luigi Marino             | PRC     |
| Napoli-Arenella         |          | Alfonso Pecoraro Scanio  | FdV     |
| Napoli-San Lorenzo      |          | Antonio Parlato          | AN      |
| Napoli-San Carlo Arena  |          | Antonio Mazzone          | AN      |
| Napoli-Secondigliano    |          | Umberto Ranieri          | PDS     |
| Napoli-Ponticelli       |          | Giuseppe Gambale         | Rete    |
| Pozzuoli                |          | Giuseppe Scotto Di Luzio | PRC     |
| Giugliano in Campania   |          | Vincenzo Basile          | AN      |
| Marano di Napoli        |          | Tullio Grimaldi          | PRC     |
| Arzano                  |          | Giuseppe Greco           | CCD     |
| Casoria                 |          | Antonio Pezzella         | AN      |
| Afragola                |          | Vincenzo Nespoli         | AN      |
| Acerra                  |          | Michele Giardiello       | PDS     |
| Pomigliano d'Arco       |          | Gianfranco Nappi         | PRC     |
| Nola                    |          | Francesco Manganelli     | Rete    |
| San Giuseppe Vesuviano  |          | Sergio Cola              | AN      |
| Torre Annunziata        |          | Francesco La Saponara    | PDS     |
| Castellammare di Stabia |          | Salvatore Vozza          | PDS     |
| Gragnano                |          | Antonio Mormone          | AN      |
| Torre del Greco         |          | Annamaria Procacci       | FdV     |
| Portici                 |          | Vincenzo Torre           | AD      |
| San Giorgio a Cremano   |          | Aldo Cennamo             | PDS     |

1. ↑  Dal 22 ottobre 1995, a seguito di elezioni suppletive, eletto per la lista Con Napoli (lista sostenuta dall'Ulivo e dal Partito della Rifondazione Comunista)

### XIII legislatura

#### Risultati elettorali
| Coalizioni            | Liste                              | Proporzionale | Proporzionale | Proporzionale | Maggioritario | Maggioritario | Maggioritario |
| Coalizioni            | Liste                              | Voti          | %             | Seggi         | Voti          | %             | Seggi         |
| --------------------- | ---------------------------------- | ------------- | ------------- | ------------- | ------------- | ------------- | ------------- |
| Polo per le Libertà   | Forza Italia                       | 415 366       | 24,62         | 4             | 743 410       | 44,16         | 5             |
| Polo per le Libertà   | Alleanza Nazionale                 | 304 732       | 18,06         | 2             | 743 410       | 44,16         | 5             |
| Polo per le Libertà   | CCD-CDU                            | 84 561        | 5,01          | -             | 743 410       | 44,16         | 5             |
| L'Ulivo               | Partito Democratico della Sinistra | 386 134       | 22,89         | -             | 803 076       | 47,70         | 19            |
| L'Ulivo               | Popolari per Prodi                 | 110 015       | 6,52          | -             | 803 076       | 47,70         | 19            |
| L'Ulivo               | Rinnovamento Italiano              | 67 518        | 4,00          | -             | 803 076       | 47,70         | 19            |
| L'Ulivo               | Federazione dei Verdi              | 58 610        | 3,47          | -             | 803 076       | 47,70         | 19            |
| Progressisti          | Rifondazione Comunista             | 177 078       | 10,50         | 2             | 60 001        | 3,56          | 1             |
| Lista Pannella-Sgarbi | Lista Pannella-Sgarbi              | 26 063        | 1,54          | -             | N.D.          | N.D.          | N.D.          |
| Fiamma Tricolore      | Fiamma Tricolore                   | 25 433        | 1,51          | -             | 54 747        | 3,25          | -             |
| Partito Socialista    | Partito Socialista                 | 16 872        | 1,00          | -             | 4 449         | 0,26          | -             |
| Democrazia Sociale    | Democrazia Sociale                 | 9 319         | 0,55          | -             | 9 760         | 0,58          | -             |
| Sviluppo e Legalità   | Sviluppo e Legalità                | 5 347         | 0,32          | -             | 5 275         | 0,31          | -             |
| Ingegno e Audacia     | Ingegno e Audacia                  | N.D.          | N.D.          | N.D.          | 2 805         | 0,17          | -             |
| Totale                | Totale                             | 1 687 048     |               | 8             | 1 683 523     |               | 25            |

#### Eletti

##### Parte proporzionale
| Forza Italia                                                                      | Alleanza Nazionale                         | Rifondazione Comunista              |
| --------------------------------------------------------------------------------- | ------------------------------------------ | ----------------------------------- |
|                                                                                   |                                            |                                     |
| - Pietro Giannattasio - Giuseppe Del Barone - Luigi Cesaro - Antonio Martusciello | - Carlo Pace - Nicola Miraglia Del Giudice | - Armando Cossutta - Mara Malavenda |

##### Parte maggioritaria
Eletti nell'Ulivo (PDS - P-S-P-U-P - RI - FdV)
     Eletti nel Polo per le Libertà (FI - AN - CCD-CDU)
| Collegio                | Deputato | Deputato                | Partito |
| ----------------------- | -------- | ----------------------- | ------- |
| Napoli-Ischia           |          | Alessandra Mussolini    |         |
| Napoli-Vomero           |          | Vincenzo Siniscalchi    |         |
| Napoli-Fuorigrotta      |          | Rosa Russo Iervolino    |         |
| Napoli-Pianura          |          | Nicola Rivelli          |         |
| Napoli-Arenella         |          | Alfonso Pecoraro Scanio |         |
| Napoli-San Lorenzo      |          | Eugenio Jannelli        |         |
| Napoli-San Carlo Arena  |          | Annamaria Procacci      |         |
| Napoli-Secondigliano    |          | Umberto Ranieri         |         |
| Napoli-Ponticelli       |          | Roberto Barbieri        |         |
| Pozzuoli                |          | Tullio Grimaldi         |         |
| Giugliano in Campania   |          | Raffaele Cananzi        |         |
| Marano di Napoli        |          | Giuseppe Gambale        |         |
| Arzano                  |          | Argia Valeria Albanese  |         |
| Casoria                 |          | Salvatore Piccolo       |         |
| Afragola                |          | Domenico Tuccillo       |         |
| Acerra                  |          | Michele Giardiello      |         |
| Pomigliano d'Arco       |          | Uberto Siola            |         |
| Nola                    |          | Paolo Russo             |         |
| San Giuseppe Vesuviano  |          | Sergio Cola             |         |
| Torre Annunziata        |          | Gianfranco Nappi        |         |
| Castellammare di Stabia |          | Salvatore Vozza         |         |
| Gragnano                |          | Aniello Di Nardo        |         |
| Torre del Greco         |          | Ernesto Stajano         |         |
| Portici                 |          | Giuseppe Petrella       |         |
| San Giorgio a Cremano   |          | Aldo Cennamo            |         |

### XIV legislatura

#### Risultati elettorali
| Coalizioni             | Liste                   | Proporzionale | Proporzionale | Proporzionale | Maggioritario | Maggioritario | Maggioritario |
| Coalizioni             | Liste                   | Voti          | %             | Seggi         | Voti          | %             | Seggi         |
| ---------------------- | ----------------------- | ------------- | ------------- | ------------- | ------------- | ------------- | ------------- |
| Casa delle Libertà     | Forza Italia            | 606 049       | 35,82         | 4             | 755 232       | 44,48         | 15            |
| Casa delle Libertà     | Alleanza Nazionale      | 207 124       | 12,24         | 1             | 755 232       | 44,48         | 15            |
| Casa delle Libertà     | CCD-CDU                 | 49 792        | 2,94          | -             | 755 232       | 44,48         | 15            |
| Casa delle Libertà     | Nuovo PSI               | 18 099        | 1,07          | -             | 755 232       | 44,48         | 15            |
| L'Ulivo                | Democratici di Sinistra | 283 903       | 16,78         | 2             | 730 912       | 43,05         | 10            |
| L'Ulivo                | La Margherita           | 163 272       | 9,65          | 1             | 730 912       | 43,05         | 10            |
| L'Ulivo                | Il Girasole             | 79 818        | 4,72          | -             | 730 912       | 43,05         | 10            |
| L'Ulivo                | Comunisti Italiani      | 38.619        | 2,28          | -             | 730 912       | 43,05         | 10            |
| Rifondazione Comunista | Rifondazione Comunista  | 92 035        | 5,44          | 1             | N.D.          | N.D.          | N.D.          |
| Italia dei Valori      | Italia dei Valori       | 63 539        | 3,76          | -             | 73 622        | 4,34          | -             |
| Democrazia Europea     | Democrazia Europea      | 40 827        | 2,41          | -             | 90 503        | 5,33          | -             |
| Lista Emma Bonino      | Lista Emma Bonino       | 26 404        | 1,56          | -             | 26 692        | 1,57          | -             |
| Fiamma Tricolore       | Fiamma Tricolore        | 14 157        | 0,84          | -             | 20 773        | 1,22          | -             |
| Forza Nuova            | Forza Nuova             | 3 574         | 0,21          | -             | N.D.          | N.D.          | N.D.          |
| Paese Nuovo            | Paese Nuovo             | 2 426         | 0,14          | -             | N.D.          | N.D.          | N.D.          |
| Abolizione Scorporo    | Abolizione Scorporo     | 2 324         | 0,14          | -             | N.D.          | N.D.          | N.D.          |
| Totale                 | Totale                  | 1 691 962     |               | 9             | 1 697 734     |               | 25            |

#### Eletti

##### Parte proporzionale
| Forza Italia                                                              | Democratici di Sinistra                | Alleanza Nazionale | La Margherita | Rifondazione Comunista |
| ------------------------------------------------------------------------- | -------------------------------------- | ------------------ | ------------- | ---------------------- |
|                                                                           |                                        |                    |               |                        |
| - Claudio Azzolini - Antonio Martusciello - Aldo Perrotta - Non assegnato | - Umberto Ranieri - Franca Chiaromonte | - Italo Bocchino   | - Enzo Carra  | - Giovanni Russo Spena |

##### Parte maggioritaria
Eletti nella Casa delle Libertà (FI - AN - CCD-CDU - NPSI)
     Eletti nell'Ulivo (DS - DL - Il Girasole - PdCI)
| Collegio                | Deputato | Deputato                | Partito    |
| ----------------------- | -------- | ----------------------- | ---------- |
| Napoli-Ischia           |          | Alessandra Mussolini    | AN         |
| Napoli-Ischia           |          | Sergio D'Antoni         | DL         |
| Napoli-Vomero           |          | Vincenzo Siniscalchi    | DS         |
| Napoli-Fuorigrotta      |          | Gerardo Bianco          | DL (PPI)   |
| Napoli-Pianura          |          | Riccardo Marone         | DS         |
| Napoli-Arenella         |          | Alfonso Pecoraro Scanio | FdV        |
| Napoli-San Lorenzo      |          | Marco Cicala            | FI         |
| Napoli-San Carlo Arena  |          | Sergio Iannuccilli      | FI         |
| Napoli-Secondigliano    |          | Marcello Taglialatela   | AN         |
| Napoli-Ponticelli       |          | Roberto Barbieri        | DS         |
| Pozzuoli                |          | Giuseppe Gambale        | DL (Dem)   |
| Giugliano in Campania   |          | Antonio Russo           | FI         |
| Marano di Napoli        |          | Ciro Alfano             | CCD        |
| Arzano                  |          | Luigi Cesaro            | FI         |
| Casoria                 |          | Antonio Pezzella        | AN         |
| Afragola                |          | Domenico Tuccillo       | DL (PPI)   |
| Acerra                  |          | Antonio Capuano         | FI         |
| Pomigliano d'Arco       |          | Riccardo Villari        | DL (UDEUR) |
| Nola                    |          | Paolo Russo             | FI         |
| San Giuseppe Vesuviano  |          | Sergio Cola             | AN         |
| Torre Annunziata        |          | Ciro Falanga            | FI         |
| Castellammare di Stabia |          | Gioacchino Alfano       | FI         |
| Gragnano                |          | Alfredo Vito            | FI (PDC)   |
| Torre del Greco         |          | Ciro Borriello          | FI         |
| Portici                 |          | Giuseppe Petrella       | DS         |
| San Giorgio a Cremano   |          | Aldo Cennamo            | DS         |

1. ↑  In seguito ad elezioni suppletive.

## Dal 2005 al 2017

### XV legislatura

#### Risultati elettorali
|                               | L'Ulivo                                           | 530 887   | 29,35 | 11 |  |  |  |  |  |
|                               | Partito della Rifondazione Comunista              | 129 817   | 7,18  | 3  |  |  |  |  |  |
|                               | Popolari UDEUR                                    | 61 844    | 3,42  | 1  |  |  |  |  |  |
|                               | Federazione dei Verdi                             | 59 585    | 3,29  | 1  |  |  |  |  |  |
|                               | Italia dei Valori                                 | 53 610    | 2,96  | 1  |  |  |  |  |  |
|                               | Rosa nel Pugno                                    | 46 305    | 2,56  | 1  |  |  |  |  |  |
|                               | Partito dei Comunisti Italiani                    | 41 276    | 2,28  | 1  |  |  |  |  |  |
|                               | Partito Pensionati                                | 10 635    | 0,59  | –  |  |  |  |  |  |
|                               | I Socialisti                                      | 9 038     | 0,50  | –  |  |  |  |  |  |
|                               | Lista Consumatori                                 | 4 841     | 0,27  | –  |  |  |  |  |  |
|                               | Totale coalizione                                 | 947 838   | 52,40 | 19 |  |  |  |  |  |
|                               | Forza Italia                                      | 492 597   | 27,23 | 8  |  |  |  |  |  |
|                               | Alleanza Nazionale                                | 222 886   | 12,32 | 4  |  |  |  |  |  |
|                               | Unione dei Democratici Cristiani e di Centro      | 81 409    | 4,50  | 1  |  |  |  |  |  |
|                               | Democrazia Cristiana per le Autonomie – Nuovo PSI | 26 857    | 1,48  | 1  |  |  |  |  |  |
|                               | Alternativa Sociale                               | 8 780     | 0,49  | –  |  |  |  |  |  |
|                               | Fiamma Tricolore                                  | 8 498     | 0,47  | –  |  |  |  |  |  |
|                               | Pensionati Uniti                                  | 4 363     | 0,24  | –  |  |  |  |  |  |
|                               | No Euro                                           | 3 297     | 0,18  | –  |  |  |  |  |  |
|                               | Lega Nord – MPA                                   | 2 357     | 0,13  | –  |  |  |  |  |  |
|                               | Ecologisti Democratici                            | 2 258     | 0,12  | –  |  |  |  |  |  |
|                               | Partito Liberale Italiano                         | 1 880     | 0,10  | –  |  |  |  |  |  |
|                               | Totale coalizione                                 | 855 182   | 47,28 | 14 |  |  |  |  |  |
|                               | Terzo Polo                                        | 4 964     | 0,27  | –  |  |  |  |  |  |
|                               | Lega Sud                                          | 848       | 0,05  | –  |  |  |  |  |  |
| Totale                        | Totale                                            | 1 808 832 | 100   | 33 |  |  |  |  |  |
|                               |                                                   |           |       |    |  |  |  |  |  |
| Voti non validi               | Voti non validi                                   | 47 387    | 2,55  |    |  |  |  |  |  |
| Votanti                       | Votanti                                           | 1 856 219 | 76,66 |    |  |  |  |  |  |
| Elettori                      | Elettori                                          | 2 421 310 |       |    |  |  |  |  |  |
|                               |                                                   |           |       |    |  |  |  |  |  |
| Fonte: Ministero dell'interno |                                                   |           |       |    |  |  |  |  |  |

#### Eletti
| L'Ulivo | Partito della Rifondazione Comunista                                                    | Udeur                                                                                         | Federazione dei Verdi                                                   |
| --- | --------------------------------------------------------------------------------------- | --------------------------------------------------------------------------------------------- | ----------------------------------------------------------------------- |
| |                                                                                         |                                                                                               |                                                                         |
| - → Romano Prodi - → Massimo D'Alema - Riccardo Villari - Maria Fortuna Incostante - Gerardo Bianco - Umberto Ranieri - Donato Renato Mosella - Riccardo Marone - Domenico Tuccillo - Fulvio Tessitore - Paolo Affronti - Arturo Scotto - Bruno Cesario | - → Fausto Bertinotti - Giuseppe De Cristofaro - Gian Luigi Pegolo - Salvatore Iacomino | - Michele Pisacane                                                                            | - → Alfonso Pecoraro Scanio - → Grazia Francescato - Tommaso Pellegrino |
| - → Romano Prodi - → Massimo D'Alema - Riccardo Villari - Maria Fortuna Incostante - Gerardo Bianco - Umberto Ranieri - Donato Renato Mosella - Riccardo Marone - Domenico Tuccillo - Fulvio Tessitore - Paolo Affronti - Arturo Scotto - Bruno Cesario | Italia dei Valori                                                                       | Rosa nel Pugno                                                                                | Partito dei Comunisti Italiani                                          |
| - → Romano Prodi - → Massimo D'Alema - Riccardo Villari - Maria Fortuna Incostante - Gerardo Bianco - Umberto Ranieri - Donato Renato Mosella - Riccardo Marone - Domenico Tuccillo - Fulvio Tessitore - Paolo Affronti - Arturo Scotto - Bruno Cesario |                                                                                         |                                                                                               |                                                                         |
| - → Romano Prodi - → Massimo D'Alema - Riccardo Villari - Maria Fortuna Incostante - Gerardo Bianco - Umberto Ranieri - Donato Renato Mosella - Riccardo Marone - Domenico Tuccillo - Fulvio Tessitore - Paolo Affronti - Arturo Scotto - Bruno Cesario | - → Antonio Di Pietro - Giuseppe Ossorio                                                | - → Emma Bonino - → Enrico Boselli - → Roberto Villetti - → Daniele Capezzone - Sergio D'Elia | - → Oliviero Diliberto - Nicola Tranfaglia                              |

| Forza Italia | Alleanza Nazionale                                                                                       | Unione dei Democratici Cristiani e di Centro                                  | DCA - Nuovo PSI         |
| --- | --- | ----------------------------------------------------------------------------- | ----------------------- |
| | |                                                                               |                         |
| - Silvio Berlusconi - Elio Vito - Antonio Martusciello - Luigi Cesaro - Paolo Russo - Claudio Azzolini - Gioacchino Alfano - Giancarlo Laurini | - → Gianfranco Fini - Vincenzo Nespoli - Marcello Taglialatela - Giuseppina Castiello - Antonio Pezzella | - → Pier Ferdinando Casini - → Lorenzo Cesa - → Giuseppe Galati - Ciro Alfano | - Paolo Cirino Pomicino |

1. ↑  Opta per la circoscrizione Emilia-Romagna
2. ↑  Opta per la circoscrizione Puglia
3. ↑  Opta per la circoscrizione Piemonte 2
4. ↑  Opta per la circoscrizione Campania 2
5. ↑  Opta per la circoscrizione Friuli-Venezia Giulia
6. ↑  Opta per la circoscrizione Veneto 2
7. ↑  Opta per la circoscrizione Veneto 2
8. ↑  Opta per la circoscrizione Sicilia 2
9. ↑  Opta per la circoscrizione Sardegna
10. ↑  Opta per la circoscrizione Sicilia 1
11. ↑  Opta per la circoscrizione Sicilia 1
12. ↑  Opta per la circoscrizione Emilia-Romagna
13. ↑  Opta per la circoscrizione Lombardia 1
14. ↑  Opta per la circoscrizione Lombardia 2
15. ↑  Opta per la circoscrizione Calabria

### XVI legislatura

#### Risultati elettorali
|                               | Il Popolo della Libertà               | 835 004   | 48,67 | 18 |  |  |  |  |  |
|                               | Movimento per l'Autonomia             | 46 426    | 2,71  | 1  |  |  |  |  |  |
|                               | Totale coalizione                     | 881 430   | 51,37 | 19 |  |  |  |  |  |
|                               | Partito Democratico                   | 515 268   | 30,03 | 10 |  |  |  |  |  |
|                               | Italia dei Valori                     | 86 325    | 5,03  | 2  |  |  |  |  |  |
|                               | Totale coalizione                     | 601 593   | 35,06 | 12 |  |  |  |  |  |
|                               | Unione di Centro                      | 94 687    | 5,52  | 2  |  |  |  |  |  |
|                               | La Sinistra l'Arcobaleno              | 52 238    | 3,04  | –  |  |  |  |  |  |
|                               | La Destra - Fiamma Tricolore          | 23 163    | 1,35  | –  |  |  |  |  |  |
|                               | Partito Socialista                    | 18 414    | 1,07  | –  |  |  |  |  |  |
|                               | Partito Comunista dei Lavoratori      | 6 630     | 0,39  | –  |  |  |  |  |  |
|                               | Sinistra Critica                      | 6 118     | 0,36  | –  |  |  |  |  |  |
|                               | Lista dei Grilli Parlanti             | 5 485     | 0,32  | –  |  |  |  |  |  |
|                               | Partito Liberale Italiano             | 4 865     | 0,28  | –  |  |  |  |  |  |
|                               | Lega Sud                              | 4 399     | 0,26  | –  |  |  |  |  |  |
|                               | Per il Bene Comune                    | 3 749     | 0,22  | –  |  |  |  |  |  |
|                               | Movimento Europeo Diversamente Abili  | 3 354     | 0,20  | –  |  |  |  |  |  |
|                               | Associazione per la Difesa della Vita | 3 331     | 0,19  | –  |  |  |  |  |  |
|                               | Unione Democratica per i Consumatori  | 3 194     | 0,19  | –  |  |  |  |  |  |
|                               | Forza Nuova                           | 3 031     | 0,18  | –  |  |  |  |  |  |
| Totale                        | Totale                                | 1 715 681 | 100   | 33 |  |  |  |  |  |
|                               |                                       |           |       |    |  |  |  |  |  |
| Voti non validi               | Voti non validi                       | 68 727    | 3,85  |    |  |  |  |  |  |
| Votanti                       | Votanti                               | 1 784 408 | 73,64 |    |  |  |  |  |  |
| Elettori                      | Elettori                              | 2 423 283 |       |    |  |  |  |  |  |
|                               |                                       |           |       |    |  |  |  |  |  |
| Fonte: Ministero dell'interno |                                       |           |       |    |  |  |  |  |  |

#### Eletti
| Il Popolo della Libertà | Partito Democratico | Unione di Centro                                                                                  |
| --- | --- | ------------------------------------------------------------------------------------------------- |
| | |                                                                                                   |
| - → Silvio Berlusconi - → Gianfranco Fini - Stefano Caldoro - Alessandra Mussolini - Italo Bocchino - Luigi Cesaro - Paolo Russo - Giuseppina Castiello - Giampiero Catone - Massimo Nicolucci - Marcello Taglialatela - Giuseppe Scalera - Gioacchino Alfano - Amedeo Laboccetta - Maurizio Iapicca - Marcello Di Caterina - Daniela Melchiorre - Alfonso Papa - Gianfranco Paglia - Maria Elena Stasi | - → Massimo D'Alema - Luigi Nicolais - Giulio Santagata - Olga D'Antona - Donato Renato Mosella - Salvatore Piccolo - Luisa Bossa - Pasquale Ciriello - Andrea Sarubbi - Eugenio Mazzarella - Bruno Cesario | - → Pier Ferdinando Casini - → Ferdinando Adornato - Nunzio Testa - Michele Pisacane              |
| - → Silvio Berlusconi - → Gianfranco Fini - Stefano Caldoro - Alessandra Mussolini - Italo Bocchino - Luigi Cesaro - Paolo Russo - Giuseppina Castiello - Giampiero Catone - Massimo Nicolucci - Marcello Taglialatela - Giuseppe Scalera - Gioacchino Alfano - Amedeo Laboccetta - Maurizio Iapicca - Marcello Di Caterina - Daniela Melchiorre - Alfonso Papa - Gianfranco Paglia - Maria Elena Stasi | - → Massimo D'Alema - Luigi Nicolais - Giulio Santagata - Olga D'Antona - Donato Renato Mosella - Salvatore Piccolo - Luisa Bossa - Pasquale Ciriello - Andrea Sarubbi - Eugenio Mazzarella - Bruno Cesario | Italia dei Valori                                                                                 |
| - → Silvio Berlusconi - → Gianfranco Fini - Stefano Caldoro - Alessandra Mussolini - Italo Bocchino - Luigi Cesaro - Paolo Russo - Giuseppina Castiello - Giampiero Catone - Massimo Nicolucci - Marcello Taglialatela - Giuseppe Scalera - Gioacchino Alfano - Amedeo Laboccetta - Maurizio Iapicca - Marcello Di Caterina - Daniela Melchiorre - Alfonso Papa - Gianfranco Paglia - Maria Elena Stasi | - → Massimo D'Alema - Luigi Nicolais - Giulio Santagata - Olga D'Antona - Donato Renato Mosella - Salvatore Piccolo - Luisa Bossa - Pasquale Ciriello - Andrea Sarubbi - Eugenio Mazzarella - Bruno Cesario |                                                                                                   |
| - → Silvio Berlusconi - → Gianfranco Fini - Stefano Caldoro - Alessandra Mussolini - Italo Bocchino - Luigi Cesaro - Paolo Russo - Giuseppina Castiello - Giampiero Catone - Massimo Nicolucci - Marcello Taglialatela - Giuseppe Scalera - Gioacchino Alfano - Amedeo Laboccetta - Maurizio Iapicca - Marcello Di Caterina - Daniela Melchiorre - Alfonso Papa - Gianfranco Paglia - Maria Elena Stasi | - → Massimo D'Alema - Luigi Nicolais - Giulio Santagata - Olga D'Antona - Donato Renato Mosella - Salvatore Piccolo - Luisa Bossa - Pasquale Ciriello - Andrea Sarubbi - Eugenio Mazzarella - Bruno Cesario | - → Antonio Di Pietro - Aniello Formisano - → Silvana Mura - → Massimo Donadi - Francesco Barbato |
| - → Silvio Berlusconi - → Gianfranco Fini - Stefano Caldoro - Alessandra Mussolini - Italo Bocchino - Luigi Cesaro - Paolo Russo - Giuseppina Castiello - Giampiero Catone - Massimo Nicolucci - Marcello Taglialatela - Giuseppe Scalera - Gioacchino Alfano - Amedeo Laboccetta - Maurizio Iapicca - Marcello Di Caterina - Daniela Melchiorre - Alfonso Papa - Gianfranco Paglia - Maria Elena Stasi | - → Massimo D'Alema - Luigi Nicolais - Giulio Santagata - Olga D'Antona - Donato Renato Mosella - Salvatore Piccolo - Luisa Bossa - Pasquale Ciriello - Andrea Sarubbi - Eugenio Mazzarella - Bruno Cesario | Movimento per l'Autonomia                                                                         |
| - → Silvio Berlusconi - → Gianfranco Fini - Stefano Caldoro - Alessandra Mussolini - Italo Bocchino - Luigi Cesaro - Paolo Russo - Giuseppina Castiello - Giampiero Catone - Massimo Nicolucci - Marcello Taglialatela - Giuseppe Scalera - Gioacchino Alfano - Amedeo Laboccetta - Maurizio Iapicca - Marcello Di Caterina - Daniela Melchiorre - Alfonso Papa - Gianfranco Paglia - Maria Elena Stasi | - → Massimo D'Alema - Luigi Nicolais - Giulio Santagata - Olga D'Antona - Donato Renato Mosella - Salvatore Piccolo - Luisa Bossa - Pasquale Ciriello - Andrea Sarubbi - Eugenio Mazzarella - Bruno Cesario |                                                                                                   |
| - → Silvio Berlusconi - → Gianfranco Fini - Stefano Caldoro - Alessandra Mussolini - Italo Bocchino - Luigi Cesaro - Paolo Russo - Giuseppina Castiello - Giampiero Catone - Massimo Nicolucci - Marcello Taglialatela - Giuseppe Scalera - Gioacchino Alfano - Amedeo Laboccetta - Maurizio Iapicca - Marcello Di Caterina - Daniela Melchiorre - Alfonso Papa - Gianfranco Paglia - Maria Elena Stasi | - → Massimo D'Alema - Luigi Nicolais - Giulio Santagata - Olga D'Antona - Donato Renato Mosella - Salvatore Piccolo - Luisa Bossa - Pasquale Ciriello - Andrea Sarubbi - Eugenio Mazzarella - Bruno Cesario | - → Raffaele Lombardo - Antonio Milo                                                              |

1. ↑  Opta per la circoscrizione Molise
2. ↑  Opta per la circoscrizione Emilia-Romagna
3. ↑  Opta per la circoscrizione Puglia
4. ↑  Opta per la circoscrizione Liguria
5. ↑  Opta per la circoscrizione Abruzzo
6. ↑  Opta per la circoscrizione Molise
7. ↑  Opta per la circoscrizione Emilia-Romagna
8. ↑  Opta per la circoscrizione Veneto 2
9. ↑  Opta per la circoscrizione Puglia

### XVII legislatura

#### Risultati elettorali
|                               | Il Popolo della Libertà       | 449 811   | 29,80 | 7  |  |  |  |  |  |
|                               | Fratelli d'Italia             | 32 226    | 2,13  | 1  |  |  |  |  |  |
|                               | Grande Sud – MPA              | 22 345    | 1,48  | –  |  |  |  |  |  |
|                               | La Destra                     | 8 908     | 0,59  | –  |  |  |  |  |  |
|                               | Partito Pensionati            | 7 914     | 0,52  | –  |  |  |  |  |  |
|                               | Moderati in Rivoluzione       | 7 297     | 0,48  | –  |  |  |  |  |  |
|                               | Intesa Popolare               | 3 526     | 0,23  | –  |  |  |  |  |  |
|                               | Liberi per un'Italia Equa     | 3 239     | 0,21  | –  |  |  |  |  |  |
|                               | Lega Nord                     | 3 188     | 0,21  | –  |  |  |  |  |  |
|                               | Totale coalizione             | 538 454   | 35,67 | 8  |  |  |  |  |  |
|                               | Partito Democratico           | 329 616   | 21,83 | 14 |  |  |  |  |  |
|                               | Sinistra Ecologia Libertà     | 52 057    | 3,45  | 2  |  |  |  |  |  |
|                               | Centro Democratico            | 10 025    | 0,66  | 1  |  |  |  |  |  |
|                               | Totale coalizione             | 391 698   | 25,95 | 17 |  |  |  |  |  |
|                               | Movimento 5 Stelle            | 349 682   | 23,16 | 5  |  |  |  |  |  |
|                               | Scelta Civica                 | 98 260    | 6,51  | 1  |  |  |  |  |  |
|                               | Unione di Centro              | 38 120    | 2,53  | 1  |  |  |  |  |  |
|                               | Futuro e Libertà per l'Italia | 14 867    | 0,98  | –  |  |  |  |  |  |
|                               | Totale coalizione             | 151 247   | 10,02 | 2  |  |  |  |  |  |
|                               | Rivoluzione Civile            | 44 764    | 2,97  | –  |  |  |  |  |  |
|                               | Amnistia Giustizia Libertà    | 6 916     | 0,46  | –  |  |  |  |  |  |
|                               | Voto di Protesta              | 6 049     | 0,40  | –  |  |  |  |  |  |
|                               | Liberali per l'Italia - PLI   | 4 891     | 0,32  | –  |  |  |  |  |  |
|                               | Fiamma Tricolore              | 3 874     | 0,26  | –  |  |  |  |  |  |
|                               | Fare per Fermare il Declino   | 3 859     | 0,26  | –  |  |  |  |  |  |
|                               | CasaPound                     | 2 822     | 0,19  | –  |  |  |  |  |  |
|                               | Io Amo l'Italia               | 2 275     | 0,15  | –  |  |  |  |  |  |
|                               | Forza Nuova                   | 1 776     | 0,12  | –  |  |  |  |  |  |
|                               | Rifondazione Missina Italiana | 1 325     | 0,09  | –  |  |  |  |  |  |
| Totale                        | Totale                        | 1 509 632 | 100   | 32 |  |  |  |  |  |
|                               |                               |           |       |    |  |  |  |  |  |
| Voti non validi               | Voti non validi               | 55 809    | 3,57  |    |  |  |  |  |  |
| Votanti                       | Votanti                       | 1 565 441 | 64,73 |    |  |  |  |  |  |
| Elettori                      | Elettori                      | 2 418 415 |       |    |  |  |  |  |  |
|                               |                               |           |       |    |  |  |  |  |  |
| Fonte: Ministero dell'interno |                               |           |       |    |  |  |  |  |  |

#### Eletti
| Partito Democratico | Il Popolo della Libertà | Movimento 5 Stelle                                                                |
| --- | --- | --------------------------------------------------------------------------------- |
| | |                                                                                   |
| - Guglielmo Epifani - Roberta Agostini - Assunta Tartaglione - Valeria Valente - Salvatore Piccolo - Marco Di Lello - Michela Rostan - Luisa Bossa - Leonardo Impegno - Guglielmo Vaccaro - Giovanna Palma - Massimo Paolucci - Massimiliano Manfredi - Giorgio Piccolo | - Gianfranco Rotondi - Luigi Cesaro - Raffaele Calabrò - Gioacchino Alfano - Giuseppina Castiello - Antonio Marotta - Paolo Russo | - Roberto Fico - Luigi Di Maio - Salvatore Micillo - Vega Colonnese - Luigi Gallo |
| Sinistra Ecologia Libertà | Fratelli d'Italia | Scelta Civica                                                                     |
| | |                                                                                   |
| - Gennaro Migliore - Arturo Scotto | - Giorgia Meloni - Marcello Taglialatela                                                                                          | - Luciano Cimmino                                                                 |
| Centro Democratico | - Giorgia Meloni - Marcello Taglialatela                                                                                          | Unione di Centro                                                                  |
| | - Giorgia Meloni - Marcello Taglialatela                                                                                          |                                                                                   |
| - Aniello Formisano | - Giorgia Meloni - Marcello Taglialatela                                                                                          | - Rocco Buttiglione                                                               |

1. ↑  Opta per la circoscrizione Lombardia 3

## Dal 2017

### Collegi elettorali

#### Dal 2017 al 2020
Alla circoscrizione sono attribuiti 29 seggi: 12 sono attribuiti mediante sistema maggioritario, in altrettanti collegi uninominali; 17 mediante sistema proporzionale, all'interno di tre collegi plurinominali.
| Collegi plurinominali | Collegi plurinominali | Collegi uninominali |
| --------------------- | --------------------- | --- |
|                       | Campania 1 - 01       | - 01 - Giugliano in Campania - 03 - Acerra - 04 - Casoria - 09 - Pozzuoli                                              |
|                       | Campania 1 - 02       | - 05 - Napoli - San Carlo all'Arena - 06 - Napoli - Ponticelli - 07 - Napoli - San Lorenzo - 08 - Napoli - Fuorigrotta |
|                       | Campania 1 - 03       | - 02 - Nola - 10 - Portici - 11 - Torre del Greco - 12 - Castellammare di Stabia                                       |

#### Dal 2020
In seguito alla riforma costituzionale del 2020 in tema di riduzione del numero dei parlamentari, alla circoscrizione sono attribuiti 20 seggi: 7 sono assegnati mediante sistema maggioritario, in altrettanti collegi uninominali; 13 mediante sistema proporzionale, all'interno di due collegi plurinominali.
| Collegi plurinominali | Collegi plurinominali | Collegi uninominali                                                                          |
| --------------------- | --------------------- | -------------------------------------------------------------------------------------------- |
|                       | Campania 1 - 01       | - 01 - Giugliano in Campania - 02 - Napoli - Fuorigrotta - 03 - Napoli - San Carlo all'Arena |
|                       | Campania 1 - 02       | - 04 - Casoria - 05 - Acerra - 06 - Somma Vesuviana - 07 - Torre del Greco                   |

### XVIII legislatura

#### Risultati elettorali
|                            | Movimento 5 Stelle                          | 828 382   | 54,13 | 8  | 828 382   | 54,13 | 12 |  |  |
|                            | Forza Italia                                | 279 377   | 18,26 | 4  | 383 361   | 25,05 | –  |  |  |
|                            | Lega                                        | 44 126    | 2,88  | 1  | 383 361   | 25,05 | –  |  |  |
|                            | Fratelli d'Italia                           | 38 669    | 2,53  | –  | 383 361   | 25,05 | –  |  |  |
|                            | Noi con l'Italia – UDC                      | 21 189    | 1,38  | –  | 383 361   | 25,05 | –  |  |  |
|                            | Partito Democratico                         | 186 691   | 12,20 | 3  | 218 836   | 14,30 | –  |  |  |
|                            | +Europa                                     | 18 739    | 1,22  | –  | 218 836   | 14,30 | –  |  |  |
|                            | Civica Popolare                             | 6 988     | 0,46  | –  | 218 836   | 14,30 | –  |  |  |
|                            | Italia Europa Insieme                       | 6 418     | 0,42  | –  | 218 836   | 14,30 | –  |  |  |
|                            | Liberi e Uguali                             | 47 490    | 3,10  | 1  | 47 490    | 3,10  | –  |  |  |
|                            | Potere al Popolo!                           | 27 384    | 1,79  | –  | 27 384    | 1,79  | –  |  |  |
|                            | Il Popolo della Famiglia                    | 7 918     | 0,52  | –  | 7 918     | 0,52  | –  |  |  |
|                            | CasaPound                                   | 6 834     | 0,45  | –  | 6 834     | 0,45  | –  |  |  |
|                            | Italia agli Italiani (FN - FT)              | 5 243     | 0,34  | –  | 5 243     | 0,34  | –  |  |  |
|                            | Partito Repubblicano Italiano – ALA         | 2 812     | 0,18  | –  | 2 812     | 0,18  | –  |  |  |
|                            | Per una Sinistra Rivoluzionaria (SCR - PCL) | 2 027     | 0,13  | –  | 2 027     | 0,13  | –  |  |  |
| Totale                     | Totale                                      | 1 530 287 | 100   | 17 | 1 530 287 | 100   | 12 |  |  |
|                            |                                             |           |       |    |           |       |    |  |  |
| Schede bianche             | Schede bianche                              | 10 794    | 0,69  |    |           |       |    |  |  |
| Schede nulle               | Schede nulle                                | 27 719    | 1,77  |    |           |       |    |  |  |
| Votanti                    | Votanti                                     | 1 568 800 | 65,18 |    |           |       |    |  |  |
| Elettori                   | Elettori                                    | 2 406 913 |       |    |           |       |    |  |  |
|                            |                                             |           |       |    |           |       |    |  |  |
| Fonte: Camera dei deputati |                                             |           |       |    |           |       |    |  |  |

#### Eletti

##### Eletti nei collegi uninominali
Eletti nel Movimento 5 Stelle
| Collegio uninominale          | Eletto | Eletto              | Partito |
| ----------------------------- | ------ | ------------------- | ------- |
| 1. Giugliano in Campania      |        | Salvatore Micillo   | M5S     |
| 2. Nola                       |        | Silvana Nappi       | M5S     |
| 3. Acerra                     |        | Luigi Di Maio       | M5S     |
| 4. Casoria                    |        | Vincenzo Spadafora  | M5S     |
| 5. Napoli San Carlo all'Arena |        | Doriana Sarli       | M5S     |
| 6. Napoli Ponticelli          |        | Rina De Lorenzo     | M5S     |
| 7. Napoli San Lorenzo         |        | Raffaele Bruno      | M5S     |
| 8. Napoli Fuorigrotta         |        | Roberto Fico        | M5S     |
| 9. Pozzuoli                   |        | Andrea Caso         | M5S     |
| 10. Portici                   |        | Gianfranco Di Sarno | M5S     |
| 11. Torre del Greco           |        | Luigi Gallo         | M5S     |
| 12. Castellammare di Stabia   |        | Catello Vitiello    | M5S     |

1. 1 2 3 4  In data 21.06.2022 aderisce al gruppo Insieme per il Futuro.
2. ↑  In data 19.02.2021 aderisce al gruppo misto, non iscritti; in data 08.02.2022 alla componente «Manifesta, Potere al Popolo, Partito della Rifondazione Comunista - Sinistra Europea».
3. ↑  In data 27.10.2020 aderisce al gruppo Liberi e Uguali-Articolo 1-Sinistra Italiana.
4. ↑  Vitiello, il deputato massone espulso da M5s Vitiello, candidato nelle liste del Movimento 5 Stelle, viene espulso dal partito prima delle elezioni. Compare tuttavia sulla scheda come M5S, essendosi già chiuse le candidature. Aderisce al gruppo misto, non iscritti; in data 20.04.2018 alla componente «MAIE-Movimento Associativo Italiani all'Estero-Sogno Italia»; in data 18.02.2019 torna nei non iscritti; in data 18.04.2019 aderisce alla componente «Cambiamo!-10 Volte Meglio»; in data 17.10.2019 al gruppo Italia Viva - Italia C'è.

##### Eletti nei collegi plurinominali
| Collegio plurinominale | M5S                                                    | Forza Italia                                 | Partito Democratico | Liberi e Uguali  | Lega                   |
| ---------------------- | ------------------------------------------------------ | -------------------------------------------- | ------------------- | ---------------- | ---------------------- |
| Collegio plurinominale |                                                        |                                              |                     |                  |                        |
| Campania 1 - 01        | - Concetta Giordano - Iolanda Di Stasio                | - Antonio Pentangelo - Marta Antonia Fascina | - Gennaro Migliore  | - Michela Rostan | - Giuseppina Castiello |
| Campania 1 - 02        | - Gilda Sportiello - Alessandro Amitrano - Flora Frate | - Mara Carfagna                              | - Paolo Siani       | –                | –                      |
| Campania 1 - 03        | - Teresa Manzo - Luigi Iovino - Carmen Di Lauro        | - Paolo Russo                                | - Raffaele Topo     | –                | –                      |

1. 1 2 3 4  In data 21.06.2022 aderisce al gruppo Insieme per il Futuro.
2. ↑  In data 19.09.2019 aderisce al gruppo Italia Viva - Italia C'è.
3. ↑  In data 19.09.2019 aderisce al gruppo Italia Viva; in data 02.02.2021 al gruppo misto, non iscritti; in data 03.06.2022 al gruppo Forza Italia - Berlusconi Presidente.
4. ↑  In data 04.02.2020 aderisce al gruppo misto, non iscritti; in data 26.11.2020 alla componente «Azione-+Europa-Radicali Italiani»; in data 25.05.2021 torna nei non iscritti; in data 23.12.2021 aderisce al gruppo Italia Viva - Italia C'è.
5. ↑  In data 27.07.2022 aderisce al gruppo misto, non iscritti.
6. ↑  In data 01.08.2022 aderisce al gruppo misto, non iscritti.

### XIX legislatura

#### Risultati elettorali
|                               | Movimento 5 Stelle                                      | 483 496   | 41,35 | 6  | 483 496   | 41,35 | 7 |  |  |
|                               | Fratelli d'Italia                                       | 161 719   | 13,83 | 2  | 314 074   | 26,86 | – |  |  |
|                               | Forza Italia                                            | 111 528   | 9,54  | 1  | 314 074   | 26,86 | – |  |  |
|                               | Lega per Salvini Premier                                | 33 715    | 2,88  | –  | 314 074   | 26,86 | – |  |  |
|                               | Noi Moderati                                            | 7 112     | 0,61  | –  | 314 074   | 26,86 | – |  |  |
|                               | Partito Democratico - Italia Democratica e Progressista | 168 336   | 14,40 | 2  | 253 651   | 21,69 | – |  |  |
|                               | Alleanza Verdi e Sinistra                               | 35 681    | 3,05  | 1  | 253 651   | 21,69 | – |  |  |
|                               | Impegno Civico – Centro Democratico                     | 25 209    | 2,16  | –  | 253 651   | 21,69 | – |  |  |
|                               | +Europa                                                 | 24 425    | 2,09  | –  | 253 651   | 21,69 | – |  |  |
|                               | Azione - Italia Viva                                    | 62 752    | 5,37  | 1  | 62 752    | 5,37  | – |  |  |
|                               | Unione Popolare                                         | 30 398    | 2,60  | –  | 30 398    | 2,60  | – |  |  |
|                               | Italexit                                                | 12 825    | 1,10  | –  | 12 825    | 1,10  | – |  |  |
|                               | Italia Sovrana e Popolare                               | 8 236     | 0,70  | –  | 8 236     | 0,70  | – |  |  |
|                               | Noi di Centro – Europeisti                              | 3 824     | 0,33  | –  | 3 824     | 0,33  | – |  |  |
| Totale                        | Totale                                                  | 1 169 256 | 100   | 13 | 1 169 256 | 100   | 7 |  |  |
|                               |                                                         |           |       |    |           |       |   |  |  |
| Schede bianche                | Schede bianche                                          | 11 845    | 0,98  |    |           |       |   |  |  |
| Schede nulle                  | Schede nulle                                            | 27 132    | 2,25  |    |           |       |   |  |  |
| Votanti                       | Votanti                                                 | 1 208 233 | 50,78 |    |           |       |   |  |  |
| Elettori                      | Elettori                                                | 2 379 167 |       |    |           |       |   |  |  |
|                               |                                                         |           |       |    |           |       |   |  |  |
| Data: 25 settembre 2022       |                                                         |           |       |    |           |       |   |  |  |
| Fonte: Ministero dell'interno |                                                         |           |       |    |           |       |   |  |  |

#### Eletti

##### Eletti nei collegi uninominali
Eletti nel Movimento 5 Stelle
| Collegio uninominale              | Eletto | Eletto           | Partito |
| --------------------------------- | ------ | ---------------- | ------- |
| 01 - Giugliano in Campania        |        | Antonio Caso     | M5S     |
| 02 - Napoli - Fuorigrotta         |        | Sergio Costa     | M5S     |
| 03 - Napoli - San Carlo all'Arena |        | Dario Carotenuto | M5S     |
| 04 - Casoria                      |        | Pasqualino Penza | M5S     |
| 05 - Acerra                       |        | Carmela Auriemma | M5S     |
| 06 - Somma Vesuviana              |        | Carmen Di Lauro  | M5S     |
| 07 - Torre del Greco              |        | Gaetano Amato    | M5S     |

##### Eletti nei collegi plurinominali
| Collegio plurinominale | Movimento 5 Stelle                                       | Partito Democratico-IDP | Fratelli d'Italia             | Forza Italia         | Azione - Italia Viva | Alleanza Verdi e Sinistra   |
| ---------------------- | -------------------------------------------------------- | ----------------------- | ----------------------------- | -------------------- | -------------------- | --------------------------- |
| Collegio plurinominale |                                                          |                         |                               |                      |                      |                             |
| Campania 1 - 01        | - Raffaele Bruno - Marianna Ricciardi - Gilda Sportiello | - Roberto Speranza      | - Michele Schiano di Visconti | -                    | -                    | -                           |
| Campania 1 - 02        | - Alessandro Caramiello                                  | - Marco Sarracino       | - Marta Schifone              | - Annarita Patriarca | - Ettore Rosato      | - Francesco Emilio Borrelli |